# Jerónimo de Sousa
Jerónimo Carvalho de Sousa (Arranhó, Arruda dos Vinhos, 13 d'abril de 1947) és un treballador metal·lúrgic, polític portuguès. Va ser diputat a l'Assemblea de la República Portuguesa pel Partit Comunista Portuguès (PCP) ininterrompudament entre 2002 i 2022, i secretari general del PCP entre 2004 i 2022.

## Biografia
Va néixer en la zona de Arranhó, municipi d'Arruda dos Vinhos, fill de la relació extraconjugal entre la mare, Olímpia Jorge Carvalho, i el fill del llogater de la propietat on la mare treballava, Rafael Morais. No obstant això, el pare biològic mai no va assumir la paternitat de Jerónimo de Sousa, que va ser adoptat pel company de la mare, António de Sousa.
És casat, té dues filles i és membre del PCP des de 1974. Resideix a Pirescoxe, localitat del municipi de Santa Aniria de Azoia, a Loures. Va ser elegit pel Comitè Central del PCP en l'IX Congrés (1979), és membre de la Comissió Política del PCP des del XIV Congrés (1992) i va ser elegit secretari general del Partit Comunista Portuguès en el XVII Congrés (2004).
Va iniciar la seva activitat juvenil antifeixista com a dirigent de la Col·lectivitat 1r d'Agost de Santa Aniria i va formar part de diversos grups de cultura i de teatre durant la dècada dels seixanta, on va iniciar els seus contactes amb el PCP. Jerónimo de Sousa va freqüentar l'antic Curs Industrial, a Vila Franca de Xira, i va començar a treballar als 14 anys com a afinador de màquines. Va ser delegat sindical a la fàbrica i va arribar a la direcció del Sindicat dels Metal·lúrgics de Lisboa el 1973.
Entre 1969 i 1971 va complir servei militar en el Regiment de Llancers Núm. 2 i a Guinea Bissau, durant la Guerra Colonial.
Va ser diputat a l'Assemblea Constituent, de 1975 a 1976, i diverses vegades elegit a l'Assemblea de la República, entre 1976 i 1992 i, de nou, el 2002, pel districte de Setúbal.
El 1996 va ser candidat a president de la República, encara que va desistir a favor del candidat socialista, Jorge Sampaio. S'hi va tornar a presentar el 2006.
El 5 de novembre de 2022, el PCP va anunciar que Jerónimo de Sousa deixaria de ser el secretari general del Partit i el substituiria Paulo Raimundo.